# Let's Talk About Feelings
Let's Talk About Feelings è il quinto album del gruppo punk rock Lagwagon, pubblicato il 24 novembre 1998 da Fat Wreck Chords. La canzone May 16th è stata inserita nel gioco Tony Hawk's Pro Skater 2. Le canzoni son dedicate in parte a un caro amico della band scomparso poco tempo prima. Questo album rappresenta una svolta della band che arruola da questo momento Chris Rest ex-RKL che già aveva collaborato alle registrazioni dell'album precedente e aveva sostituito Ken Stringfellow per il tour. In seguito all'uscita di questo album sono comparse parecchie voci riguardo ad un possibile scioglimento, tutte infondate.

## Tracce
1. After You My Friend – 2:34
2. Gun In Your Hand – 2:02
3. Leave The Light On – 1:54
4. Change Despair – 1:55
5. Train – 2:24
6. Hurry Up And Wait – 0:34
7. Everything Turns Grey – (Agent Orange) 1:49
8. Love Story – 2:20
9. Messengers – 1:57
10. The Kids Are All Wrong – 1:07
11. May 16 – 2:57
12. Owen Meaney – 3:45

## Formazione
- Joey Cape - voce
- Chris Flippin - chitarra
- Chris Rest - chitarra
- Jesse Buglione - basso
- Dave Raun - batteria

### Membri Aggiuntivi
- Todd Capp - tastiera
- Angus Cooke - violoncello

## Curiosità
- La canzone Owen Meany fa riferimento all'omonimo libro (A prayer for Owen Meany) di John Irving.